# Superligaen 2019-2020
La Superligaen 2019-2020 è stata la 107ª edizione della Superligaen, la massima serie del calcio danese, iniziata il 12 luglio 2019, sospesa il 12 marzo 2020 a causa dell'emergenza dovuta alla pandemia di COVID-19, ripresa il 28 maggio 2020 e terminata il 26 luglio seguente. Il Midtjylland ha vinto il torneo per la terza volta nella sua storia.

## Stagione

### Novità
Al termine della scorsa edizione, il Vendsyssel e il Vejle sono state retrocesse in 1.Division, mentre sono state promosse dalla 1.Division il Silkeborg e il Lyngby.

### Formula
La formula è la stessa dell'edizione precedente.
Le 14 squadre partecipanti si affrontano in gironi di andata-ritorno e i successivi play-off e play-out.  Il campionato danese si divide sostanzialmente in 2 fasi: la prima fase, in cui ogni squadra gioca 26 partite (sono 14 squadre e ognuna gioca andata e ritorno) e la seconda fase, divisa a sua volta in play-off e in play-out. Al termine della stagione solo la squadra campione si qualificherà per il secondo turno preliminare della UEFA Champions League 2020-2021. Le squadre classificate al secondo e al terzo posto si qualificheranno rispettivamente per il secondo e per il primo turno di qualificazione della UEFA Europa League 2020-2021. Dopo i play-off e i Play-out si saprà la terza squadra che approderà in UEFA Europa League 2020-2021 e quelle retrocesse in 1. Division 2020-2021. Dalla successiva stagione le squadre partecipanti saranno 12, pertanto ci saranno 3 retrocessioni senza spareggi con la squadra seconda e terza classificata della 1. Division.

## Squadre partecipanti
| Club         | Città          | Stadio                    | Stagione precedente      |
| ------------ | -------------- | ------------------------- | ------------------------ |
| Aalborg      | Aalborg        | Aalborg Portland Park     | 7º posto in Superligaen  |
| Aarhus       | Aarhus         | Atletion                  | 9º posto in Superligaen  |
| Brøndby      | Brøndby        | Brøndby Stadion           | 4º posto in Superligaen  |
| Copenaghen   | Copenaghen     | Parken Stadium            | Campione di Danimarca    |
| Esbjerg      | Esbjerg        | Blue Water Arena          | 3º posto in Superligaen  |
| Hobro        | Hobro          | DS Arena                  | 13º posto in Superligaen |
| Horsens      | Horsens        | CASA Arena Horsens        | 10º posto in Superligaen |
| Lyngby       | Kongens Lyngby | Stadio Lyngby             | 3º posto in 1. Division  |
| Midtjylland  | Herning        | MCH Arena                 | 2º posto in Superligaen  |
| Nordsjælland | Farum          | Farum Park                | 6º posto in Superligaen  |
| Odense       | Odense         | Stadio Fionia Park        | 5º posto in Superligaen  |
| Randers      | Randers        | Stadio Essex Park Randers | 8º posto in Superligaen  |
| Silkeborg    | Silkeborg      | JYSK Park                 | 1º posto in 1.Division   |
| SønderjyskE  | Haderslev      | Sydbank Park              | 11º posto in Superligaen |

## Prima Fase

### Formula
Ogni squadra affronta le altre 13 in casa e in trasferta, per un totale di 26 partite giocate da ogni squadra e 364 partite giocate in questa prima fase. Le prime 6 squadre in classifica avanzano alla seconda fase, nei play-off, mentre quelle rimaste avanzano sempre nella seconda fase, ma dalla parte dei play-out.
I play-out si dividono in altri 2 gironcini, il girone A e il girone B.

### Classifica finale
|  | Pos. | Squadra      | Pt | G  | V  | N  | P  | GF | GS | DR  |
|  | ---- | ------------ | -- | -- | -- | -- | -- | -- | -- | --- |
|  | 1.   | Midtjylland  | 65 | 26 | 21 | 2  | 3  | 42 | 14 | +28 |
|  | 2.   | Copenaghen   | 56 | 26 | 18 | 2  | 6  | 47 | 29 | +18 |
|  | 3.   | Aarhus       | 47 | 26 | 14 | 5  | 7  | 42 | 28 | +14 |
|  | 4.   | Brøndby      | 42 | 26 | 13 | 3  | 10 | 47 | 37 | +10 |
|  | 5.   | Nordsjælland | 41 | 26 | 12 | 5  | 9  | 48 | 35 | +13 |
|  | 6.   | Aalborg      | 38 | 26 | 11 | 5  | 10 | 44 | 33 | +11 |
|  | 7.   | Randers      | 35 | 26 | 10 | 5  | 11 | 39 | 35 | +4  |
|  | 8.   | Horsens      | 34 | 26 | 10 | 4  | 12 | 25 | 44 | -19 |
|  | 9.   | Odense       | 33 | 26 | 9  | 6  | 11 | 34 | 30 | +4  |
|  | 10.  | Lyngby       | 32 | 26 | 9  | 5  | 12 | 31 | 45 | -14 |
|  | 11.  | SønderjyskE  | 27 | 26 | 6  | 9  | 11 | 31 | 44 | -13 |
|  | 12.  | Hobro        | 23 | 26 | 3  | 14 | 9  | 25 | 35 | -10 |
|  | 13.  | Esbjerg      | 18 | 26 | 4  | 6  | 16 | 22 | 44 | -22 |
|  | 14.  | Silkeborg    | 16 | 26 | 3  | 7  | 16 | 31 | 55 | -24 |

Legenda:
      Ammesse ai play-off campione di Danimarca
      Ammesse al girone A dei play-out
      Ammesse al girone B dei play-out
Note:
Tre punti per la vittoria, uno per il pareggio, zero per la sconfitta.

### Risultati
|              | Aal  | Aar  | Brø  | Cop  | Esb  | Hob  | Hor  | Lyn  | Mid  | Nor  | Ode  | Ran  | Sil  | Søn  |
| ------------ | ---- | ---- | ---- | ---- | ---- | ---- | ---- | ---- | ---- | ---- | ---- | ---- | ---- | ---- |
| Aalborg      | –––– | 2-3  | 3-2  | 1-0  | 4-0  | 1-1  | 4-0  | 3-0  | 0-1  | 1-3  | 1-0  | 0-3  | 3-1  | 1-1  |
| Aarhus       | 3-0  | –––– | 2-1  | 1-2  | 1-0  | 0-0  | 0-0  | 1-1  | 0-1  | 3-1  | 1-0  | 1-1  | 3-4  | 4-2  |
| Brøndby      | 2-1  | 0-3  | –––– | 3-1  | 2-1  | 1-1  | 1-2  | 1-0  | 1-2  | 4-2  | 3-2  | 5-2  | 3-0  | 1-0  |
| Copenaghen   | 3-2  | 2-1  | 2-1  | –––– | 3-1  | 2-1  | 0-1  | 2-0  | 0-0  | 3-1  | 2-1  | 2-1  | 4-2  | 3-0  |
| Esbjerg      | 1-1  | 1-2  | 3-1  | 1-0  | –––– | 1-1  | 1-1  | 1-0  | 1-2  | 1-2  | 0-1  | 0-3  | 2-2  | 1-2  |
| Hobro        | 0-2  | 1-1  | 0-2  | 2-1  | 1-1  | –––– | 0-0  | 2-2  | 0-2  | 2-2  | 0-0  | 2-2  | 1-1  | 1-1  |
| Horsens      | 0-5  | 1-2  | 3-2  | 0-2  | 1-1  | 1-0  | –––– | 2-1  | 0-2  | 0-3  | 2-1  | 1-2  | 2-1  | 2-1  |
| Lyngby       | 2-0  | 2-1  | 0-3  | 1-4  | 2-1  | 2-1  | 2-1  | –––– | 0-3  | 1-1  | 4-3  | 2-0  | 1-0  | 0-3  |
| Midtjylland  | 1-0  | 1-3  | 1-0  | 4-1  | 1-0  | 1-1  | 0-1  | 2-0  | –––– | 2-1  | 0-1  | 2-1  | 2-1  | 3-0  |
| Nordsjælland | 2-1  | 0-1  | 2-2  | 0-1  | 2-0  | 2-1  | 6-0  | 1-1  | 0-1  | –––– | 2-0  | 3-0  | 2-2  | 2-1  |
| Odense       | 0-0  | 1-2  | 0-2  | 2-3  | 3-1  | 2-1  | 3-0  | 4-1  | 1-2  | 3-1  | –––– | 1-0  | 1-1  | 0-0  |
| Randers      | 3-3  | 2-0  | 2-2  | 0-1  | 3-0  | 0-1  | 2-1  | 2-1  | 0-2  | 3-1  | 0-0  | –––– | 2-0  | 3-0  |
| Silkeborg    | 0-2  | 2-1  | 0-1  | 1-1  | 1-2  | 2-3  | 0-3  | 2-3  | 1-2  | 0-2  | 0-3  | 2-1  | –––– | 3-3  |
| SønderjyskE  | 1-3  | 0-0  | 2-1  | 1-2  | 2-1  | 3-0  | 0-0  | 2-2  | 0-2  | 1-4  | 1-1  | 2-1  | 2-2  | –––– |

## Seconda Fase

### Play-off
Si qualificano a questa fase le sei migliori classificate della prima fase, e da qui si decreterà il campione di Danimarca, chi si qualifica al secondo turno preliminare di Champions League 2020-2021, al primo turno di qualificazione dell'Europa League 2020-2021 e chi disputerà la finale dello spareggio per l'Europa League 2020-2021.
I punti sono conteggiati come una continuazione della prima fase: ogni squadra affronta le altre 5 in casa e in trasferta, ma i punti sono gli stessi che le squadre avevano nella prima fase.

#### Classifica finale
|                      | Pos. | Squadra      | Pt | G  | V  | N | P  | GF | GS | DR  |
| -------------------- | ---- | ------------ | -- | -- | -- | - | -- | -- | -- | --- |
| Danimarca (bandiera) | 1.   | Midtjylland  | 82 | 36 | 26 | 4 | 6  | 61 | 29 | +32 |
|                      | 2.   | Copenaghen   | 68 | 36 | 21 | 5 | 10 | 58 | 42 | +16 |
|                      | 3.   | Aarhus       | 64 | 36 | 19 | 7 | 10 | 58 | 41 | +17 |
|                      | 4.   | Brøndby      | 56 | 36 | 16 | 8 | 12 | 56 | 42 | +14 |
|                      | 5.   | Aalborg      | 54 | 36 | 16 | 6 | 14 | 54 | 44 | +10 |
|                      | 6.   | Nordsjælland | 47 | 36 | 13 | 8 | 15 | 59 | 54 | +5  |

Legenda:
      Campione di Danimarca e ammessa al secondo turno preliminare di UEFA Champions League 2020-2021
      Ammessa al secondo turno preliminare di UEFA Europa League 2020-2021
      Vincitrice dello spareggio per l'UEFA Europa League 2020-2021 ed ammessa al primo turno di qualificazione
Note:
Tre punti per la vittoria, uno per il pareggio, zero per la sconfitta.

#### Risultati
|              | Aal  | Aar  | Brø  | Cop  | Mid  | Nor  |
| ------------ | ---- | ---- | ---- | ---- | ---- | ---- |
| Aalborg      | –––– | 1-0  | 2-0  | 0-1  | 0-2  | 0-4  |
| Aarhus       | 1-4  | –––– | 0-1  | 1-0  | 3-0  | 2-1  |
| Brøndby      | 0-1  | 0-0  | –––– | 1-1  | 1-1  | 4-0  |
| Copenaghen   | 2-0  | 2-4  | 0-0  | –––– | 1-2  | 2-1  |
| Midtjylland  | 1-2  | 3-4  | 0-0  | 3-1  | –––– | 6-3  |
| Nordsjælland | 0-0  | 1-1  | 0-2  | 1-1  | 0-1  | –––– |

### Play-Out girone A
Si qualificano a questo turno le squadre classificate alla nona, decima, undicesima e quattordicesima piazza nella prima fase. La penultima classificata sfiderà la penultima classificata del Girone B. L'ultima classificata retrocederà in 1. Division 2020-2021.

#### Classifica finale
|       | Pos. | Squadra     | Pt | G  | V  | N  | P  | GF | GS | DR  |
| ----- | ---- | ----------- | -- | -- | -- | -- | -- | -- | -- | --- |
|       | 1.   | Odense      | 43 | 32 | 12 | 7  | 13 | 43 | 42 | +1  |
| [ 1 ] | 2.   | SønderjyskE | 38 | 32 | 9  | 11 | 12 | 37 | 49 | -12 |
|       | 3.   | Lyngby      | 34 | 32 | 9  | 7  | 16 | 34 | 54 | -20 |
|       | 4.   | Silkeborg   | 26 | 32 | 9  | 8  | 18 | 43 | 59 | -16 |

Legenda:
      Ammesse ai quarti di finale per lo spareggio per l'UEFA Europa League 2020-2021
      Ammessa al terzo turno di qualificazione della UEFA Europa League 2020-2021
 Ammessa alla finale play-out
      Retrocessa in 1.Division 2020-2021
Note:
Tre punti per la vittoria, uno per il pareggio, zero per la sconfitta.

#### Risultati
|             | Lyn  | Ode  | Sil  | Søn  |
| ----------- | ---- | ---- | ---- | ---- |
| Lyngby      | –––– | 1-2  | 0-0  | 1-1  |
| Odense      | 3-1  | –––– | 1-3  | 2-0  |
| Silkeborg   | 2-0  | 6-0  | –––– | 1-2  |
| SønderjyskE | 1-0  | 1-1  | 1-0  | –––– |

### Play-Out Girone B
Si qualificano a questo turno le squadre classificate alla settima, ottava, dodicesima e tredicesima piazza nella prima fase. La penultima classificata sfiderà la penultima classificata del Girone A. L'ultima classificata retrocederà in 1. Division 2020-2021.

#### Classifica finale
|  | Pos. | Squadra | Pt | G  | V  | N  | P  | GF | GS | DR  |
|  | ---- | ------- | -- | -- | -- | -- | -- | -- | -- | --- |
|  | 1.   | Horsens | 46 | 32 | 13 | 7  | 12 | 36 | 50 | -14 |
|  | 2.   | Randers | 45 | 32 | 13 | 6  | 13 | 51 | 45 | +6  |
|  | 3.   | Hobro   | 30 | 32 | 5  | 15 | 12 | 35 | 48 | -13 |
|  | 4.   | Esbjerg | 22 | 32 | 5  | 7  | 20 | 32 | 58 | -26 |

Legenda:
      Ammesse ai quarti di finale per lo spareggio per l'UEFA Europa League 2020-2021
 Retrocessa dopo play-out
      Retrocessa in 1.Division 2020-2021
Note:
Tre punti per la vittoria, uno per il pareggio, zero per la sconfitta.

#### Risultati
|         | Esb  | Hob  | Hor  | Ran  |
| ------- | ---- | ---- | ---- | ---- |
| Esbjerg | –––– | 1-3  | 1-2  | 4-2  |
| Hobro   | 2-1  | –––– | 1-1  | 2-3  |
| Horsens | 2-2  | 3-2  | –––– | 0-0  |
| Randers | 3-1  | 4-0  | 0-3  | –––– |

## Terza Fase

### Qualificazione per L'Europa League
Le qualificazioni per l'Europa League si strutturano ad eliminazione diretta con quarti, semifinali e finale. Sono ammesse ai quarti le prime 2 squadre di ognuno dei due gironcini di qualificazione, che si sfidano in incontri di andata e ritorno. Le vincenti sono ammesse alla semifinale, e la vincente della semifinale (sempre con andata e ritorno) sfida in una finale in gara unica la terza classificata nel girone play-off.
|  | Quarti di finale | Quarti di finale | Quarti di finale | Quarti di finale |   |   | Semifinali | Semifinali | Semifinali | Semifinali |  |  | Finale | Finale |  |  |
|  |                  |                  |                  |                  |   |   |            |            |            |            |  |  |        |        |  |  |
|  | Horsens          |                  |                  |                  |   |   |            |            |            |            |  |  |        |        |  |  |
|  |                  |                  |                  |                  |   |   |            |            |            |            |  |  |        |        |  |  |
|  |                  | Horsens          | 1                | 1                | 2 |   |            |            |            |            |  |  |        |        |  |  |
|  |                  |                  |                  |                  |   |   |            |            |            |            |  |  |        |        |  |  |
|  |                  | Odense           | 3                | 1                | 4 |   |            |            |            |            |  |  |        |        |  |  |
|  | Randers          | Odense           | 3                | 1                | 4 | 2 | 0          | 2          |            |            |  |  |        |        |  |  |
|  | Randers          |                  |                  |                  |   | 2 | 0          | 2          |            |            |  |  |        |        |  |  |
|  | Odense           | 1                | 2                | 3                |   |   |            |            |            |            |  |  |        |        |  |  |
|  |                  |                  |                  |                  |   |   |            |            |            |            |  |  | Odense | 1      |  |  |
|  |                  |                  | Aarhus           | 2                |   |   |            |            |            |            |  |  |        |        |  |  |

### Finale Play-out
Si sfidano in gare di andata e ritorno tra di loro le squadre classificatesi terze nei gironi play-out; la perdente retrocede in 1.Division 2020-21.
|        | Risultati |        | Luogo e data                   |
| ------ | --------- | ------ | ------------------------------ |
| Hobro  | 1 - 2     | Lyngby | Hobro, 13 luglio 2020          |
| Lyngby | 2 - 2     | Hobro  | Kongens Lyngby, 20 luglio 2020 |
|        |           |        |                                |

## Classifica marcatori
| Gol |  |  | Giocatore          | Squadra               |
| --- |  |  | ------------------ | --------------------- |
| 18  |  |  | Ronnie Schwartz    | Silkeborg Midtjylland |
| 18  |  |  | Patrick Mortensen  | Aarhus                |
| 17  |  |  | Kamil Wilczek      | Brøndby               |
| 13  |  |  | Sander Svendsen    | Odense                |
| 11  |  |  | Mohammed Kudus     | Nordsjælland          |
| 10  |  |  | Lucas Andersen     | Aalborg               |
| 10  |  |  | Bashkim Kadrii     | Odense                |
| 10  |  |  | Mikkel Damsgaard   | Nordsjælland          |
| 10  |  |  | Tom van Weert      | Aalborg               |
| 9   |  |  | Emil Riis Jakobsen | Randers               |
| 9   |  |  | Pieros Sōtīriou    | Copenhagen            |
| 9   |  |  | Dame N'Doye        | Copenhagen            |